# Eliteserien 1999
La Eliteserien 1999, nota anche come Tippeligaen 1999 per ragioni di sponsorizzazione, fu la cinquantaquattresima edizione della Eliteserien, massima serie del campionato norvegese di calcio. Vide la vittoria finale del Rosenborg, al suo quattordicesimo titolo, l'ottavo consecutivo. Capocannoniere del torneo fu Rune Lange (Tromsø), con 23 reti.

## Stagione

### Novità
Dalla Eliteserien 1998 vennero retrocessi l'Haugesund e il Sogndal, mentre dalla 1. divisjon 1998 vennero promossi l'Odd Grenland e lo Skeid.

### Formula
Le quattordici squadre partecipanti si affrontarono in un girone all'italiana con partite di andata e di ritorno, per un totale di 26 giornate. La prima classificata, vincitrice del campionato, veniva ammessa alla UEFA Champions League 2000-2001. La seconda e la terza classificate venivano ammesse alla Coppa UEFA 2000-2001, assieme al vincitore della Coppa di Norvegia. Un ulteriore posto veniva assegnato per la partecipazione alla Coppa Intertoto 2000. La dodicesima classificata disputava uno spareggio promozione/retrocessione con la terza classificata in 1. divisjon. Le ultime due classificate venivano retrocesse direttamente in 1. divisjon.

## Squadre partecipanti
| Club         | Stagione | Città       | Stagione 1998            |
| ------------ | -------- | ----------- | ------------------------ |
| Bodø/Glimt   | dettagli | Bodø        | 5º posto in Eliteserien  |
| Brann        | dettagli | Bergen      | 6º posto in Eliteserien  |
| Kongsvinger  | dettagli | Kongsvinger | 12º posto in Eliteserien |
| Lillestrøm   | dettagli | Lillestrøm  | 8º posto in Eliteserien  |
| Molde        | dettagli | Molde       | 2º posto in Eliteserien  |
| Moss         | dettagli | Moss        | 9º posto in Eliteserien  |
| Odd Grenland | dettagli | Skien       | 1º posto in 1. divisjon  |
| Rosenborg    | dettagli | Trondheim   | Campione di Norvegia     |
| Skeid        | dettagli | Oslo        | 2º posto in 1. divisjon  |
| Stabæk       | dettagli | Bærum       | 3º posto in Eliteserien  |
| Strømsgodset | dettagli | Drammen     | 10º posto in Eliteserien |
| Tromsø       | dettagli | Tromsø      | 11º posto in Eliteserien |
| Vålerenga    | dettagli | Oslo        | 7º posto in Eliteserien  |
| Viking       | dettagli | Stavanger   | 4º posto in Eliteserien  |

## Classifica finale
|  | Pos. | Squadra      | Pt | G  | V  | N | P  | GF | GS | DR  |
|  | ---- | ------------ | -- | -- | -- | - | -- | -- | -- | --- |
|  | 1.   | Rosenborg    | 56 | 26 | 18 | 2 | 6  | 75 | 33 | +42 |
|  | 2.   | Molde        | 50 | 26 | 16 | 2 | 8  | 49 | 37 | +12 |
|  | 3.   | Brann        | 49 | 26 | 16 | 1 | 9  | 45 | 40 | +5  |
|  | 4.   | Lillestrøm   | 48 | 26 | 15 | 3 | 8  | 60 | 41 | +19 |
|  | 5.   | Stabæk       | 46 | 26 | 14 | 4 | 8  | 58 | 49 | +9  |
|  | 6.   | Tromsø       | 44 | 26 | 13 | 5 | 8  | 70 | 46 | +24 |
|  | 7.   | Odd Grenland | 39 | 26 | 12 | 3 | 11 | 42 | 48 | -6  |
|  | 8.   | Viking       | 36 | 26 | 11 | 3 | 12 | 51 | 48 | +3  |
|  | 9.   | Bodø/Glimt   | 34 | 26 | 10 | 4 | 12 | 52 | 54 | -2  |
|  | 10.  | Moss         | 29 | 26 | 9  | 2 | 15 | 39 | 46 | -7  |
|  | 11.  | Vålerenga    | 28 | 26 | 8  | 4 | 14 | 40 | 53 | -13 |
|  | 12.  | Strømsgodset | 24 | 26 | 7  | 3 | 16 | 46 | 68 | -22 |
|  | 13.  | Skeid        | 23 | 26 | 7  | 2 | 17 | 36 | 75 | -39 |
|  | 14.  | Kongsvinger  | 20 | 26 | 6  | 2 | 18 | 34 | 59 | -25 |

Legenda:
      Campione di Norvegia e ammessa alla UEFA Champions League 2000-2001
      Ammessa alla Coppa UEFA 2000-2001
      Ammessa alla Coppa Intertoto 2000
 Ammessa allo spareggio promozione/retrocessione
      Retrocessa in 1. divisjon 2000
Note:
Tre punti a vittoria, uno a pareggio, zero a sconfitta.

## Risultati
|              | Ros  | Mol  | Bra  | Lil  | Stb  | Tro  | Odd  | Vik  | Bod  | Mos  | Vål  | Str  | Ske  | Kon  |
| ------------ | ---- | ---- | ---- | ---- | ---- | ---- | ---- | ---- | ---- | ---- | ---- | ---- | ---- | ---- |
| Rosenborg    | –––– | 2-1  | 2-3  | 4-0  | 2-1  | 2-2  | 3-5  | 3-2  | 6-1  | 5-0  | 4-2  | 3-1  | 3-0  | 4-1  |
| Molde        | 0-2  | –––– | 1-3  | 2-0  | 0-0  | 4-0  | 1-0  | 3-4  | 2-1  | 3-1  | 4-3  | 3-0  | 3-0  | 3-2  |
| Brann        | 2-1  | 0-1  | –––– | 1-3  | 2-3  | 3-1  | 3-0  | 1-0  | 0-2  | 1-0  | 2-1  | 2-2  | 0-1  | 5-4  |
| Lillestrøm   | 3-2  | 0-1  | 2-0  | –––– | 1-2  | 1-2  | 1-2  | 4-1  | 3-0  | 1-0  | 4-1  | 4-2  | 2-1  | 6-2  |
| Stabæk       | 2-0  | 4-2  | 2-3  | 1-6  | –––– | 1-1  | 2-5  | 3-1  | 3-2  | 3-1  | 3-0  | 2-1  | 5-0  | 1-1  |
| Tromsø       | 2-1  | 1-2  | 5-0  | 4-1  | 3-3  | –––– | 5-0  | 1-3  | 5-1  | 1-1  | 2-2  | 3-2  | 8-2  | 4-1  |
| Odd Grenland | 0-0  | 0-0  | 3-1  | 0-2  | 3-2  | 2-1  | –––– | 1-3  | 4-2  | 1-0  | 0-3  | 2-2  | 2-1  | 3-1  |
| Viking       | 0-2  | 4-1  | 2-0  | 2-4  | 2-3  | 2-1  | 1-2  | –––– | 3-3  | 1-1  | 2-0  | 3-2  | 0-1  | 3-0  |
| Bodø/Glimt   | 2-4  | 3-1  | 1-3  | 1-2  | 4-0  | 1-3  | 4-0  | 3-3  | –––– | 4-0  | 1-1  | 3-1  | 4-2  | 2-0  |
| Moss         | 1-4  | 0-1  | 0-2  | 1-3  | 2-0  | 2-4  | 1-0  | 0-2  | 4-1  | –––– | 1-0  | 2-5  | 5-0  | 3-0  |
| Vålerenga    | 0-5  | 2-0  | 1-2  | 3-1  | 1-3  | 1-3  | 2-1  | 4-2  | 1-1  | 1-2  | –––– | 2-3  | 2-2  | 2-1  |
| Strømsgodset | 1-3  | 0-2  | 1-2  | 1-1  | 4-3  | 3-6  | 3-5  | 1-0  | 0-1  | 2-5  | 0-3  | –––– | 3-1  | 2-1  |
| Skeid        | 1-7  | 3-5  | 1-2  | 4-4  | 1-3  | 2-1  | 3-1  | 3-2  | 1-3  | 0-6  | 0-2  | 4-0  | –––– | 0-1  |
| Kongsvinger  | 0-1  | 2-3  | 0-2  | 1-1  | 1-3  | 3-1  | 1-0  | 1-3  | 2-1  | 1-0  | 4-0  | 2-4  | 1-2  | –––– |

## Spareggio promozione/retrocessione
Allo spareggio vennero ammessi lo Strømsgodset, dodicesimo classificato in Eliteserien, e lo Start, terzo classificato in 1. divisjon. Lo Start vinse gli spareggi e venne promosso in Eliteserien, con la conseguente retrocessione dello Strømsgodset in 1. divisjon.
|              | Risultati |              | Luogo e data    |
| ------------ | --------- | ------------ | --------------- |
| Start        | 2 - 2     | Strømsgodset | 27 ottobre 1999 |
| Strømsgodset | 0 - 1     | Start        | 31 ottobre 1999 |
|              |           |              |                 |

## Statistiche

### Classifica marcatori
| Gol |  |  | Giocatore         | Squadra      |
| --- |  |  | ----------------- | ------------ |
| 23  |  |  | Rune Lange        | Tromsø       |
| 21  |  |  | Andreas Lund      | Molde        |
| 18  |  |  | Jostein Flo       | Strømsgodset |
| 17  |  |  | Ríkharður Daðason | Viking       |
| 16  |  |  | Heiðar Helguson   | Lillestrøm   |
| 16  |  |  | Bengt Sæternes    | Bodø/Glimt   |
| 15  |  |  | Sigurd Rushfeldt  | Rosenborg    |